# Negligencia espacial cerebral
La Negligencia Espacial Cerebral llamada también visuoespacial, extra personal o heminegligencia, se refiere a la incapacidad para atender a un estímulo extra corporal izquierda, e implica la imposibilidad de realizar actividades cotidianas de la vida diaria como vestirse, comer, escribir y leer. Está relacionada también con la heminegligencia sensorial que se define como incapacidad de responder a un estímulo que pueda estar presente en el lado opuesto a la lesión cerebral.

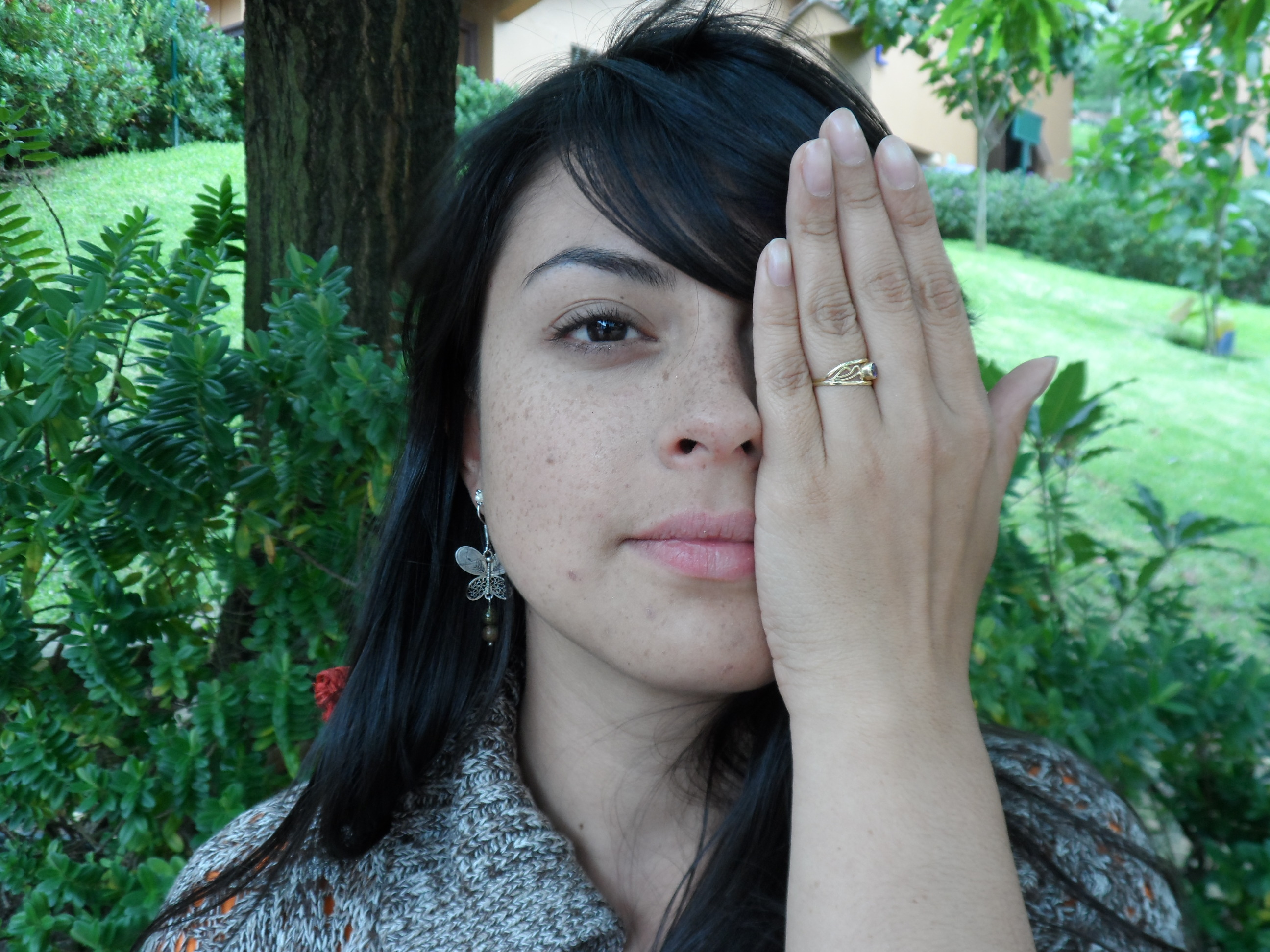
Negligencia espacial sensorial

La negligencia espacial suele ir asociado a anosognosia, incapacidad para reconocer o percibir que tiene una afección.

Inclusive se habla de la alteración del esquema corporal, entendido como la percepción consciente del propio cuerpo y la relación espacial que existe entre cada una de sus partes. Cuando ésta se presenta, quien la padece no puede reconocer los miembros corporales que se encuentran al otro lado del hemicuerpo sano y normalmente siente que son cuerpos ajenos, que pertenecen a otra persona. Además se refiere al defecto para reconocer un estímulo auditivo y visual que se presenta en el espacio extra personal.

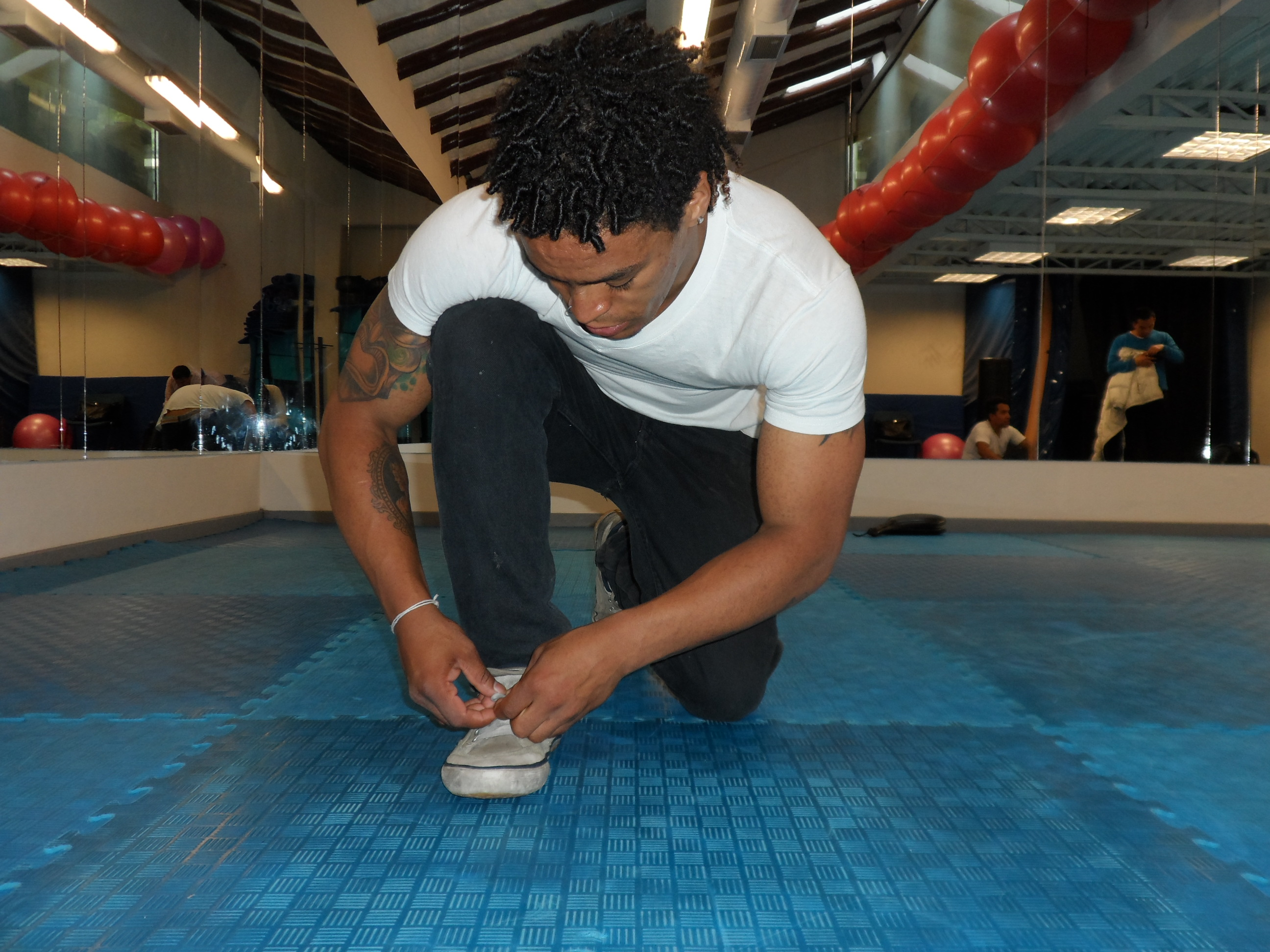
Negligencia espacial sensorial 2

La heminegligencia también se asocia con la incapacidad para recordar imágenes (éstas se recuerdan con la misma hemingencia) y en la imaginación.

## Origen
Históricamente se asocia que el funcionamiento del hemisferio derecho está directamente relacionado con aquellas funciones cognitivas espaciales. El primero en hacer esta distinción fue Hughlings-Jackson, quien estableció un paralelo entre las actividades del hemisferio izquierdo relacionadas con el lenguaje y las del hemisferio derecho que controlan las funciones visuoespaciales.
Algunas lesiones en el hemisferio izquierdo también pueden causar leves daños, pero son cualitativamente distintas pues omiten ciertos detalles al copiar un dibujo, más no pierden toda su configuración lateral.

## Otras lesiones del hemisferio derecho
Dentro del cuadro de patologías o afecciones del hemisferio derecho se encuentran:
- Extinción izquierda.
- Síndrome de Anton-Babinski.
- Hemiasomatognosia Consciente.
- Asimbolia al dolor.
- Alexia y Agrafía espaciales.
- Desorientación topográfica-espacial.
- Apraxia Constructiva.
- Apraxia el Vestido.
- Impersistencia Motora.
- Síndromes confusionales. Manifestaciones Psicópatas.
- Déficit del nistagmo optocinético.